# Commercial Crew Development
Programme Constellation Programme Artemis
Le Commercial Crew Program (« Programme d'équipage commercial »), en abrégé CCP, ou anciennement Commercial Crew Development (« Développement commercial pour équipage »), abrégé en CCDev, est un programme de la NASA dont l'objectif est la fourniture d'un moyen de transport (vaisseau spatial et lanceur) permettant d'amener ses astronautes à bord de la Station spatiale internationale et d'assurer leur retour sur Terre. À l'image de ce qui est fait pour le développement des vaisseaux de ravitaillement de la Station spatiale internationale dans le cadre du programme Commercial Orbital Transportation Services (COTS), les choix de conception du vaisseau sont complètement délégués au fournisseur, la NASA ne prenant en charge que la rédaction du cahier des charges et la vérification de la conformité au fur et à mesure du développement. En 2014, SpaceX et Boeing sont sélectionnés pour développer leurs vaisseaux, le Crew Dragon et le CST-100 Starliner. Ils prennent la succession de la navette spatiale américaine et permettent aux États-Unis de sortir de la dépendance envers les Soyouz russes. Ces vaisseaux effectuent leur premier vol en 2020 avec plusieurs années de retard.

## Contexte

### Le retrait de la navette spatiale américaine et les difficultés du développement du vaisseau Orion
Après le retrait de la navette spatiale américaine effective depuis juillet 2011, la NASA ne dispose plus de moyens de transport pour amener ses astronautes à la Station spatiale internationale. Elle doit recourir aux Soyouz. Lorsque la décision de retirer la navette spatiale est prise en 2004, la NASA prévoit que le vaisseau Orion, développé dans le cadre du programme Constellation, la remplace pour assurer le transport des astronautes. Le développement du vaisseau Orion est complexe car celui-ci doit être utilisé à la fois pour desservir l'orbite basse et pour emporter son équipage jusqu'à la Lune et éventuellement au-delà. Chaque mission de ce vaisseau est également très coûteuse, car il est conçu pour l'espace lointain.

### Appel à l'industrie privée: l'appel d'offres CCDev
Les retards accumulés par ce projet décident la NASA à lancer le développement par l'industrie privée d'un engin chargé exclusivement du transport en orbite basse des astronautes. Le programme COTS, mis sur pied en 2006, vise à confier à des candidats choisis à la fois pour le transport de fret et celui des astronautes (option D). Les deux candidats sélectionnés pour le programme COTS se concentrent sur le développement du vaisseau cargo qui constitue le besoin prioritaire. La NASA lance le programme CCDev pour sélectionner de nouvelles entreprises susceptibles de travailler immédiatement sur le transport de passagers. CCDev inaugure comme le programme COTS une nouvelle façon de travailler de la NASA avec les industriels chargés de développer les véhicules spatiaux. En effet, la NASA laisse dans une certaine mesure le champ libre aux sociétés pour le développement de leurs technologies. Par ailleurs, elles peuvent aussi utiliser leur vaisseau à des fins privées, comme souhaite le faire Boeing, par exemple pour desservir l'hypothétique station spatiale gonflable de Bigelow Aerospace.

## Le cahier des charges de l'appel d'offres CCDev
Pour répondre au cahier des charges du programme la solution les sociétés participant à l'appel d'offres doivent fournir à la fois un lanceur et un vaisseau spatial remplissant les conditions suivantes :
- Pouvoir transporter deux fois par an un équipage de quatre personnes et leurs équipements jusqu'à la Station spatiale internationale et ramener sur Terre un effectif équivalent.
- Le vaisseau développé doit permettre de sauvegarder l'équipage dans le cas d'un événement anormal se produisant sur la pas de tir ou durant la phase de vol propulsée.
- Le vaisseau doit pouvoir servir de refuge dans l'espace durant 24 heures s'il se produit un événement grave (l'agence spatiale évoque le cas d'une fuite de la Station spatiale internationale qui ne peut être réparée immédiatement).
- Le vaisseau doit pouvoir rester amarré à la Station spatiale durant au moins 210 jours (correspond au temps de séjour normal d'un équipage avec une marge de quelques dizaines de jours).

La NASA encourage les participants à faire preuve de créativité. Aucun solution technique n'est écartée (navette spatiale, vaisseau spatial de type Apollo). Le partage des taches entre l'agence spatiale et les fournisseurs est très différent du mode de fonctionnement antérieur du programme spatial habité : contrairement à celui-ci les industriels restent propriétaires des vaisseaux et réalisent eux-mêmes les opérations de lancement et leur mise en œuvre. Les constructeurs peuvent également commercialiser leur offre auprès d'autres utilisateurs que l'agence spatiale américaine.

## La phase I - CCDev 1 (2010)
Le programme comprend plusieurs phases. La première phase CCDev 1 a des objectifs limités. Il s'agit de stimuler la recherche et le développement dans le domaine du transport spatial d'équipage. Le 1er février 2010, la NASA annonce les candidats sélectionnés pour la phase I du programme, :
- Sierra Nevada Corporation via sa filiale SpaceDev reçoit 20 millions de dollars américains pour développer son concept de vaisseau Dream Chaser candidat malheureux du programme COTS.
- Boeing associé à Bigelow Aerospace reçoit 18 millions de dollars américains pour développer son concept de vaisseau, une capsule spatiale, le CST-100 Starliner. Bigelow tente de développer depuis plusieurs années le tourisme spatial en proposant de placer en orbite des structures gonflables.
- United Launch Alliance reçoit 6,7 millions de dollars américains pour le développement d'un système de détection de situation dangereuse et d'une tour de sauvetage.
- Paragon Space Development Corporation, qui développe le système de support de vie de la Station spatiale, reçoit 1,4 million de dollars américains pour développer le système de régénération de l'atmosphère de la cabine.
- Blue Origin reçoit 3,7 millions de dollars américains pour développer un système d'éjection remplissant un rôle similaire à celui de la tour de sauvetage.

Pour cette phase les sociétés sélectionnées détaillent leur proposition, le financement du projet (la NASA ne couvre qu'une partie des coûts de développement) et démontrent leur capacité à gérer le projet.

## La phase II - CCDev 2 (2010-2011)

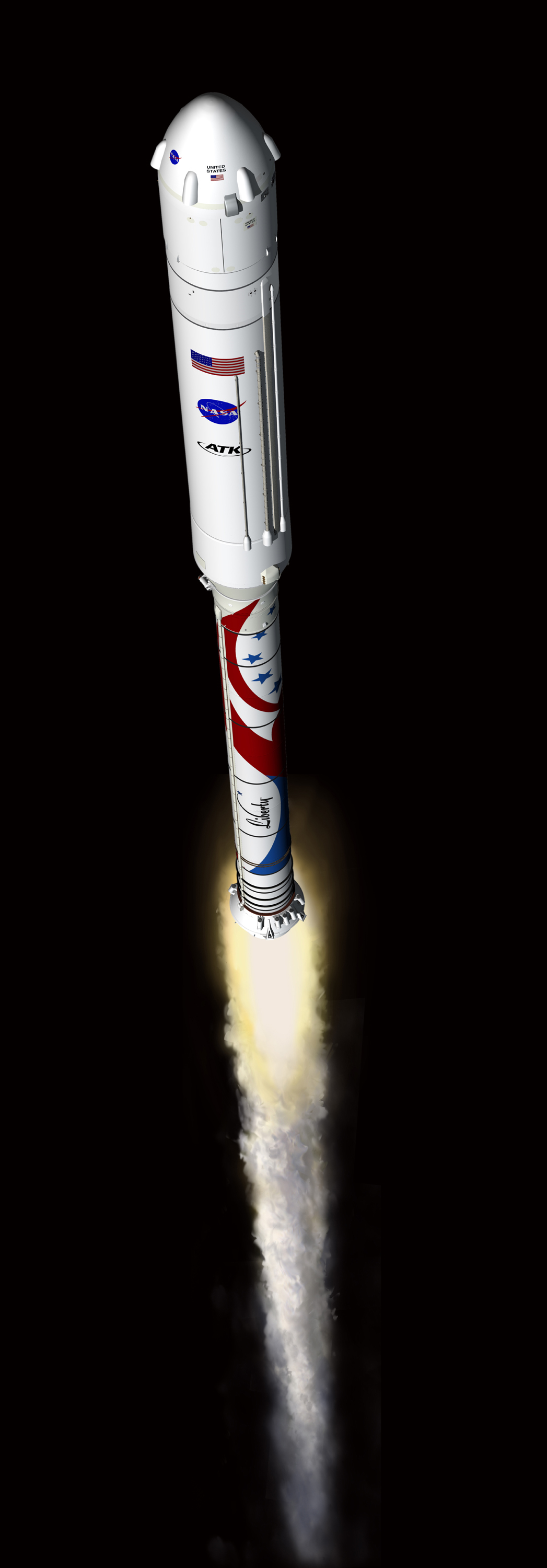
Le défunt projet de lanceur Liberty.

Un deuxième appel à propositions est lancé en octobre 2010 avec toujours comme objectif de proposer des nouveaux concepts et des évolutions de matériel existants tels que des lanceurs ou des vaisseaux spatiaux. Alors que la phase précédente a disposé d'un budget de 50 millions de dollars américains, cette phase est dotée plus généreusement (270 millions de dollars américains). En avril 2011, la NASA sélectionne les propositions de quatre sociétés qui pourront recevoir les fonds promis s'ils atteignent les jalons définis :
- Blue Origin doit recevoir 22 millions de dollars américains pour développer l'extrémité biconique d'un vaisseau incluant le système de sauvetage en cas de lancement interrompu et des moteurs-fusées hydrogène/oxygène réallumables.
- Sierra Nevada Corporation reçoit 80 millions de dollars américains pour développer sa mini navette Dream Chaser.
- SpaceX reçoit 75 millions de dollars américains pour le système de sauvetage utilisé en cours de vol en cas d'interruption du lancement : l'Integrated Launch Abort System.
- Boeing reçoit 92,3 millions de dollars américains pour développer son vaisseau CST-100 Starliner capable de transporter 7 personnes.

Plusieurs autres sociétés sont sélectionnées mais ne reçoivent aucun financement comme Alliant Techsystems qui propose le lanceur Liberty qui combine le premier étage de l'Ares I avec l'étage principal du lanceur Ariane 5 qui est cependant sans suite. Cette société signe le 13 septembre 2011 un Space Act Agreement avec la NASA, .

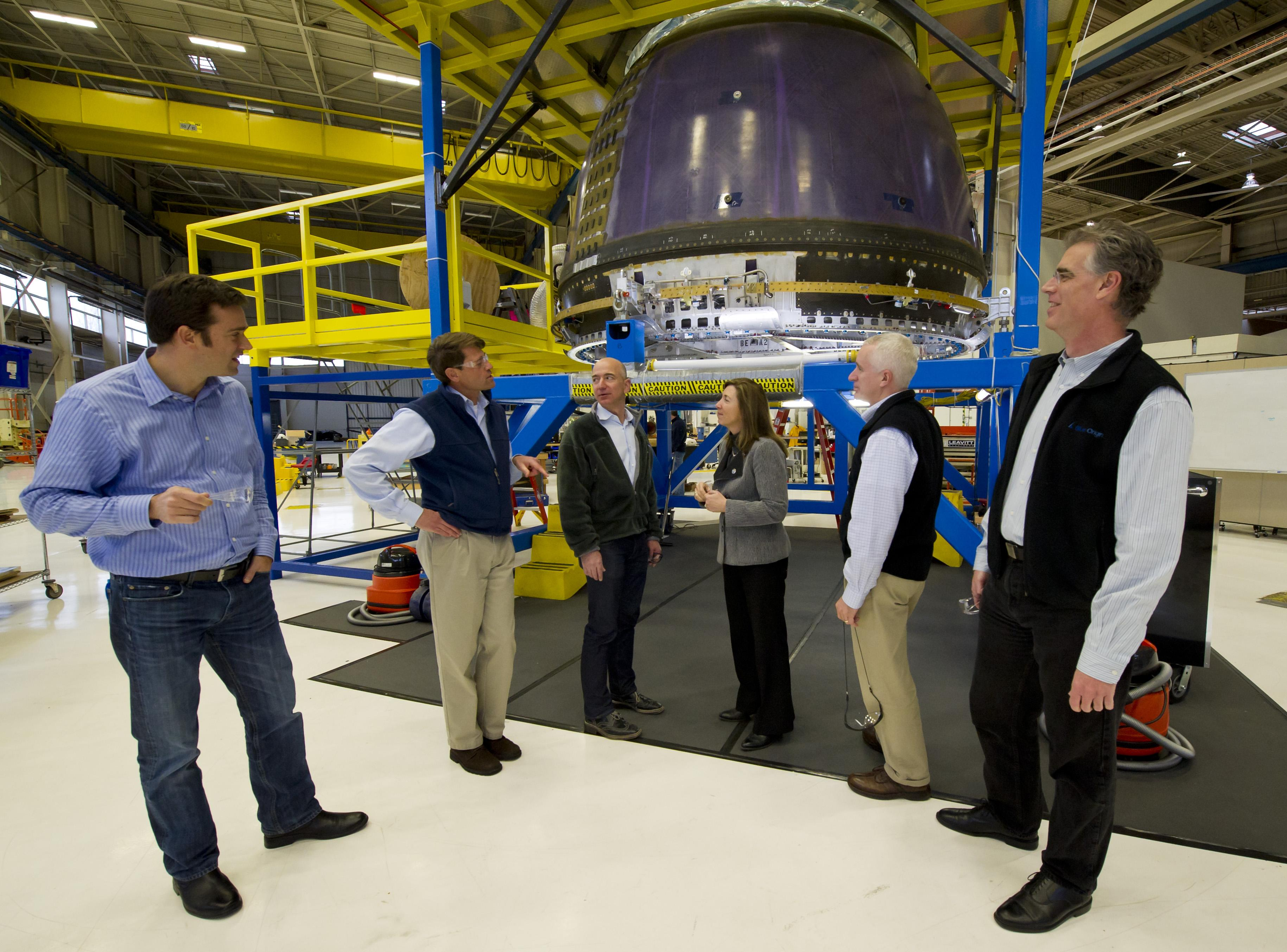
L'administratrice adjointe de la NASA Lori Garver visite les installations de Blue Origin.

À la même époque, l'agence spatiale décide de créer un programme dédié baptisé CCP (Commercial Crew Program) qui est chargé de piloter et de suivre les développements des vaisseaux. Le CCP est installé au centre spatial Kennedy.

## La phase III: CCiCap (anciennement CCDev 3) - (2012-2014)
Initialement, la NASA souhaite pour la troisième phase effectuer un appel d'offres pour la fourniture d'une prestation complète incluant le lanceur, le vaisseau transportant l'équipage et la mise en œuvre au sol et durant la mission. La proposition d'appel de septembre 2011 est rédigée en ce sens. Mais en décembre 2011, la NASA décide de renoncer à un appel d'offres car le budget qui lui est accordé au titre de l'année fiscale (406 millions de dollars américains pour 850 millions de dollars américains demandés) ne permet pas d'avancer autant les développements,. Finalement la troisième phase, baptisée Commercial Crew integrated Capability ou CCiCap est lancée avec un appel d'offres émis début février 2012. L'objectif est d'étudier plus en détail les différentes propositions des industriels. Les propositions finalistes, qui sont annoncées le 3 août 2012, sont les suivantes :
- Sierra Nevada Corporation (SNC) qui reçoit 212,5 millions de dollars américains pour développer le tandem Dream Chaser / Atlas 5.
- SpaceX reçoit 440 millions de dollars américains pour développer une version de son ensemble Crew Dragon / Falcon 9 apte au lancement d'astronautes.
- Boeing reçoit 460 millions $ pour développer l'ensemble CST-100 Starliner / Atlas 5.

Fin décembre 2012, la NASA annonce que Boeing a franchi 3 des 19 jalons associés à sa proposition, SpaceX 3 de ses 14 jalons et Sierra Nevada 2 de ses 9 jalons.
La NASA ne parvient pas à obtenir tous les financements nécessaires, dans le contexte de crise budgétaire de l'époque. En conséquence, les premiers vols sont repoussés de deux ans, de 2015 à 2017, et SNC ne reçoit que la moitié de la somme prévue.
| Caractéristique                               | CST-100 Starliner                        | Crew Dragon                             | Dream Chaser                                       | Soyouz TMA m/MMS                                   |
| --------------------------------------------- | ---------------------------------------- | --------------------------------------- | -------------------------------------------------- | -------------------------------------------------- |
| Constructeur                                  | Boeing                                   | SpaceX                                  | Sierra Nevada Corporation (SNC)                    | RKK Energia                                        |
| Type véhicule de rentrée                      | capsule classique                        | capsule classique                       | Corps portant                                      | Capsule classique                                  |
| Masse                                         | 10 tonnes                                | 7,5-10 tonnes                           | 11,3 tonnes                                        | 7,15 tonnes                                        |
| Diamètre externe                              | 4,56 m                                   | 3,6 m                                   | 7 m                                                | 2,72 m (module descente 2,2 m)                     |
| Longueur                                      | 5,03 m.                                  | 7,2 m.                                  | 9 m                                                | 7,48 m.                                            |
| Volume pressurisé                             | 12,5 m3                                  | 11 m3                                   | 16 m3                                              | 4 + 6,5 m3                                         |
| Source énergie                                | Batteries                                | Panneaux solaires                       | Batteries                                          | Panneaux solaires                                  |
| Système d'éjection                            | propulseurs intégrés                     | propulseurs intégrés                    | ?                                                  | Tour de sauvetage                                  |
| Autonomie en vol libre                        | 60 heures                                | 7 jours en orbite 6 mois amarré à l'ISS | ?                                                  | 4 jours                                            |
| Méthode d'atterrissage                        | Parachutes + coussins gonflables (Terre) | Parachutes                              | Vol plané                                          | Parachutes + propulsion pour la vitesse résiduelle |
| Site d'atterrissage                           | Terre ou Mer                             | Mer                                     | Piste d'atterrissage                               | Terre                                              |
| Lanceur                                       | Atlas V                                  | Falcon 9 Block 5                        | Atlas V                                            | Soyouz                                             |
| Réutilisable (pour l'utilisation par la NASA) | Non                                      | Oui, mais en version cargo              | Oui                                                | Non                                                |
| Autre caractéristique                         |                                          |                                         | À l'atterrissage déport possible jusqu'à 1 500 km. | Partie pressurisée subivisée en deux modules.      |

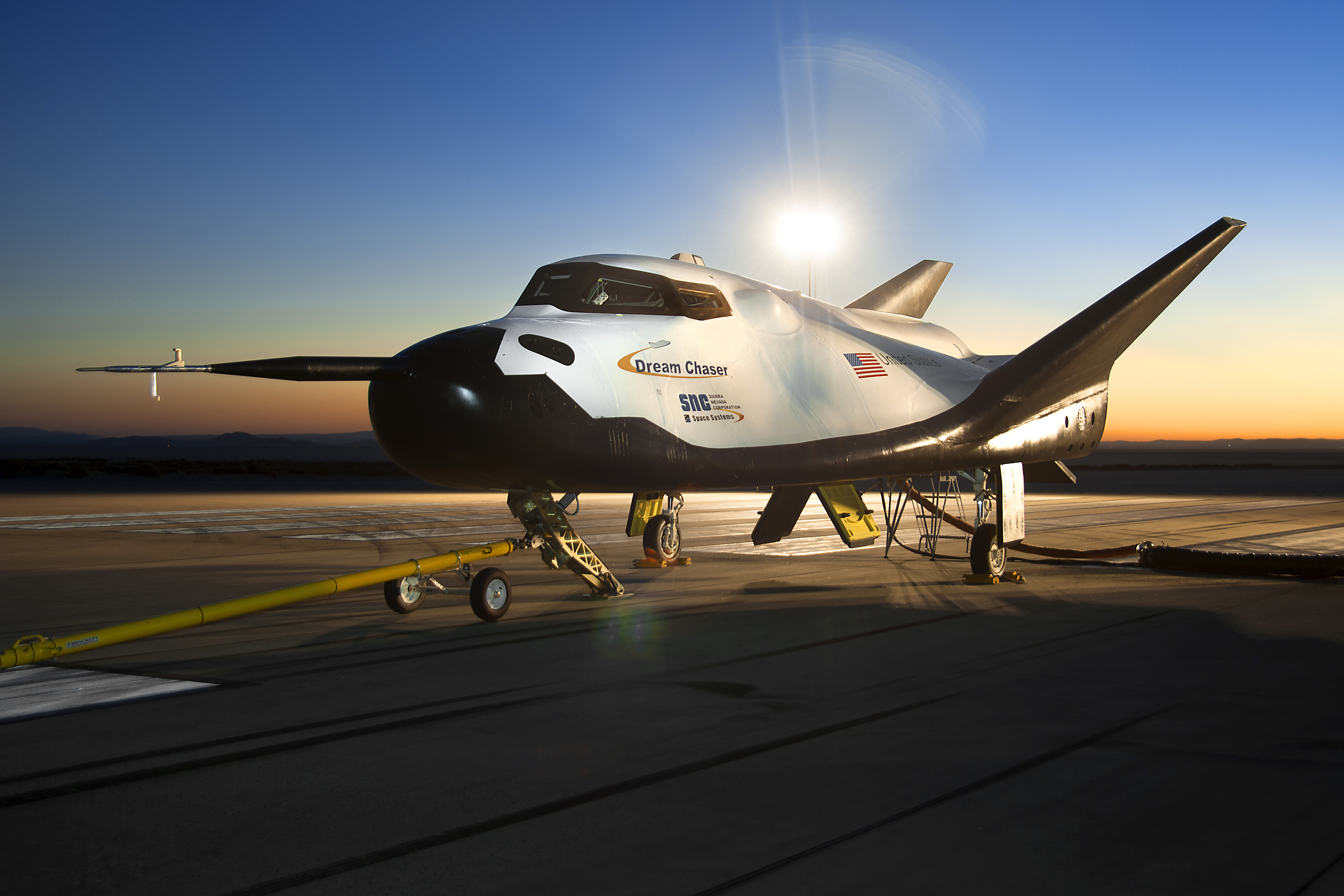
Le Dream Chaser. de Sierra Nevada CorporationDream Chaser.
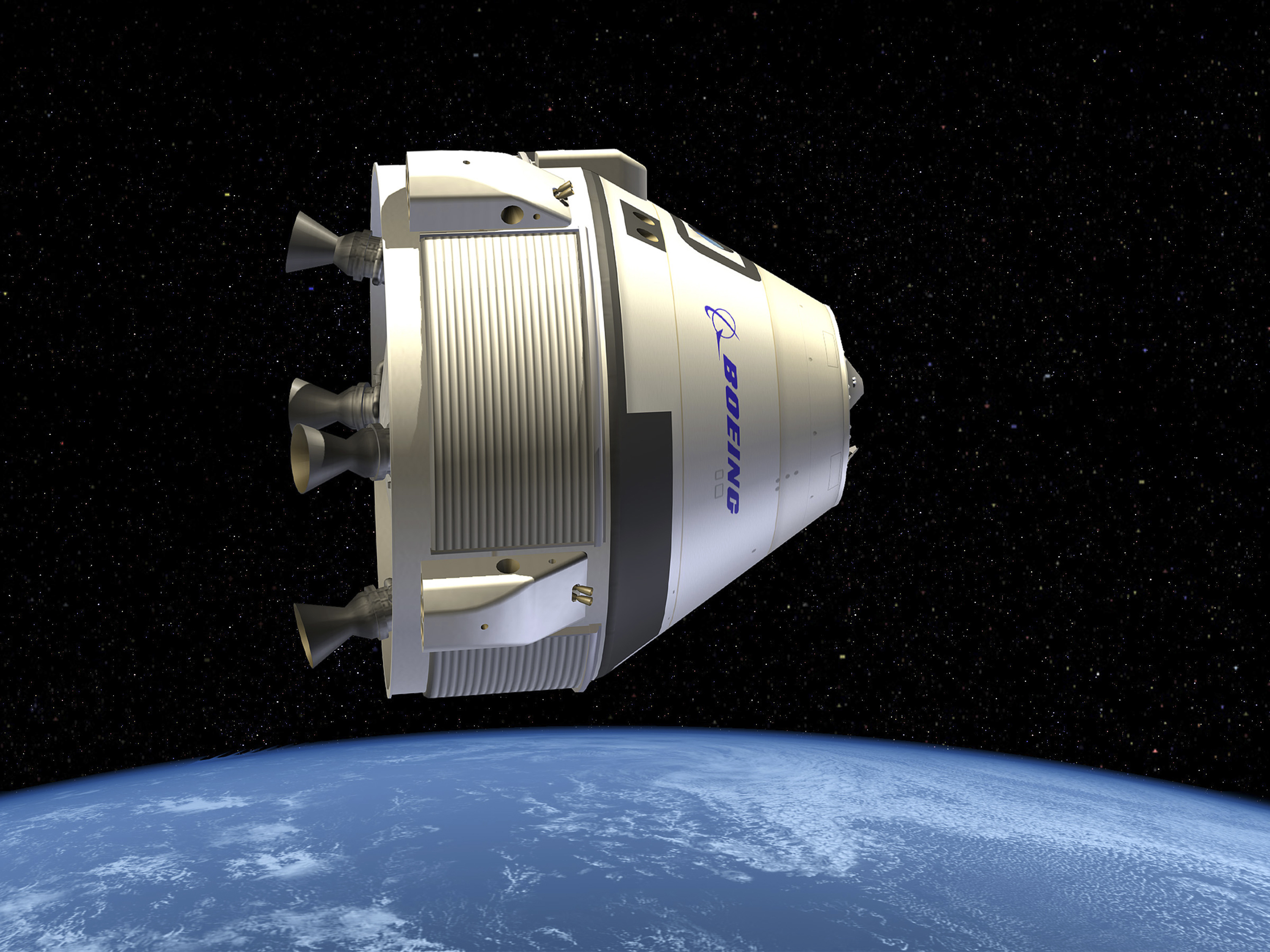
Le CST-100 Starliner de Boeing.
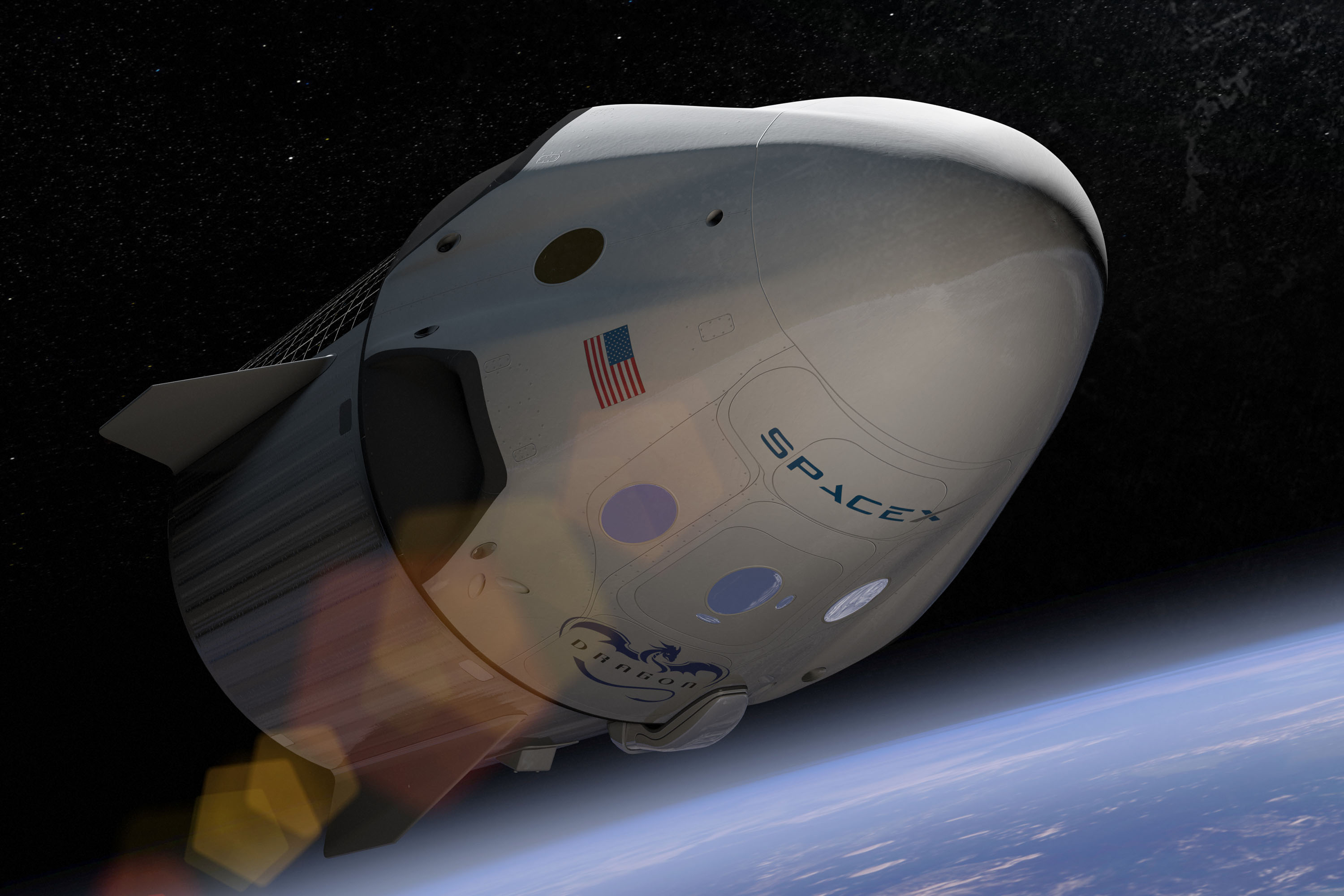
Le Crew Dragon de SpaceX.
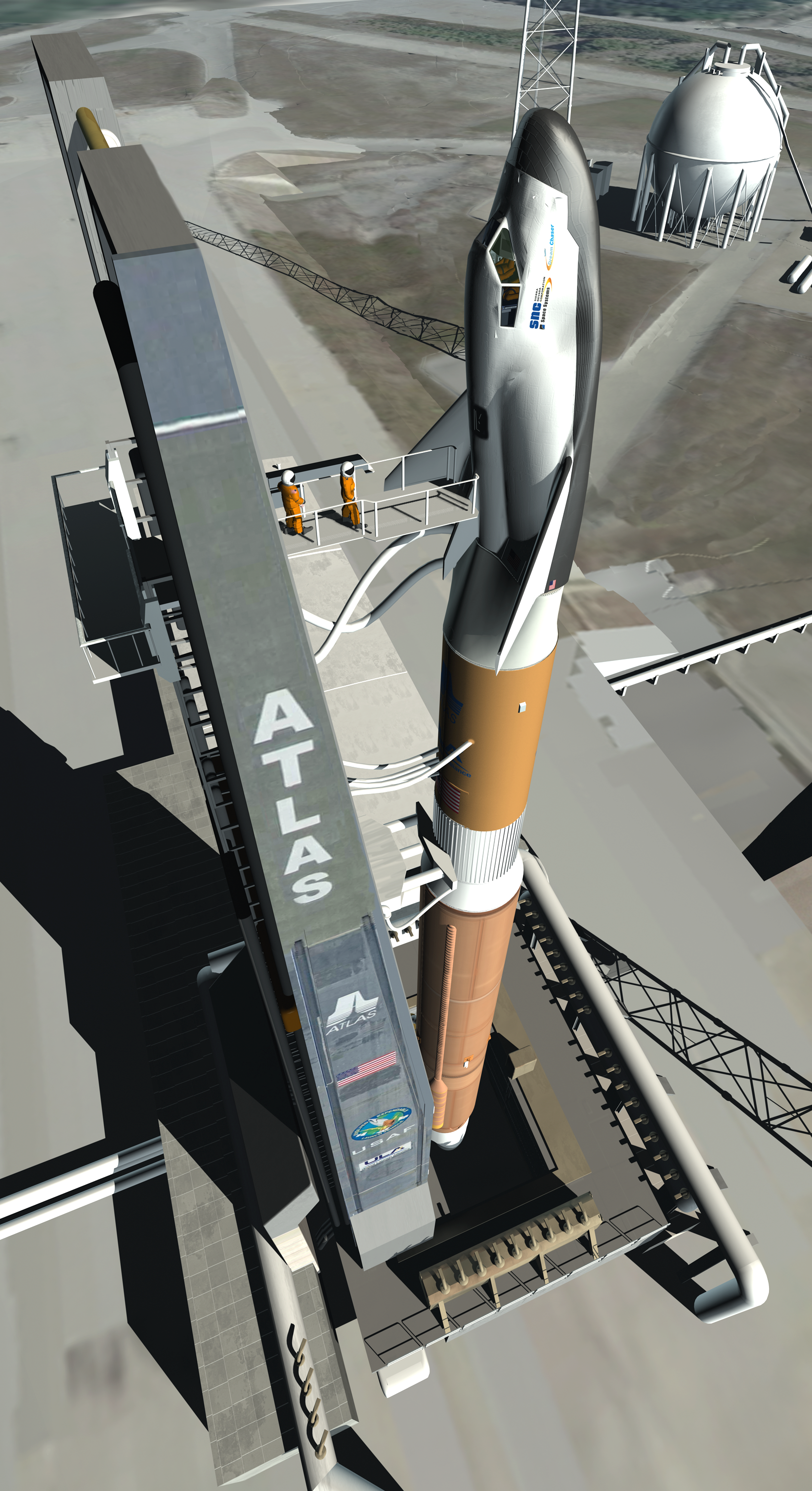
Le même lanceur avec le corps portant Dream Chaser à son sommet
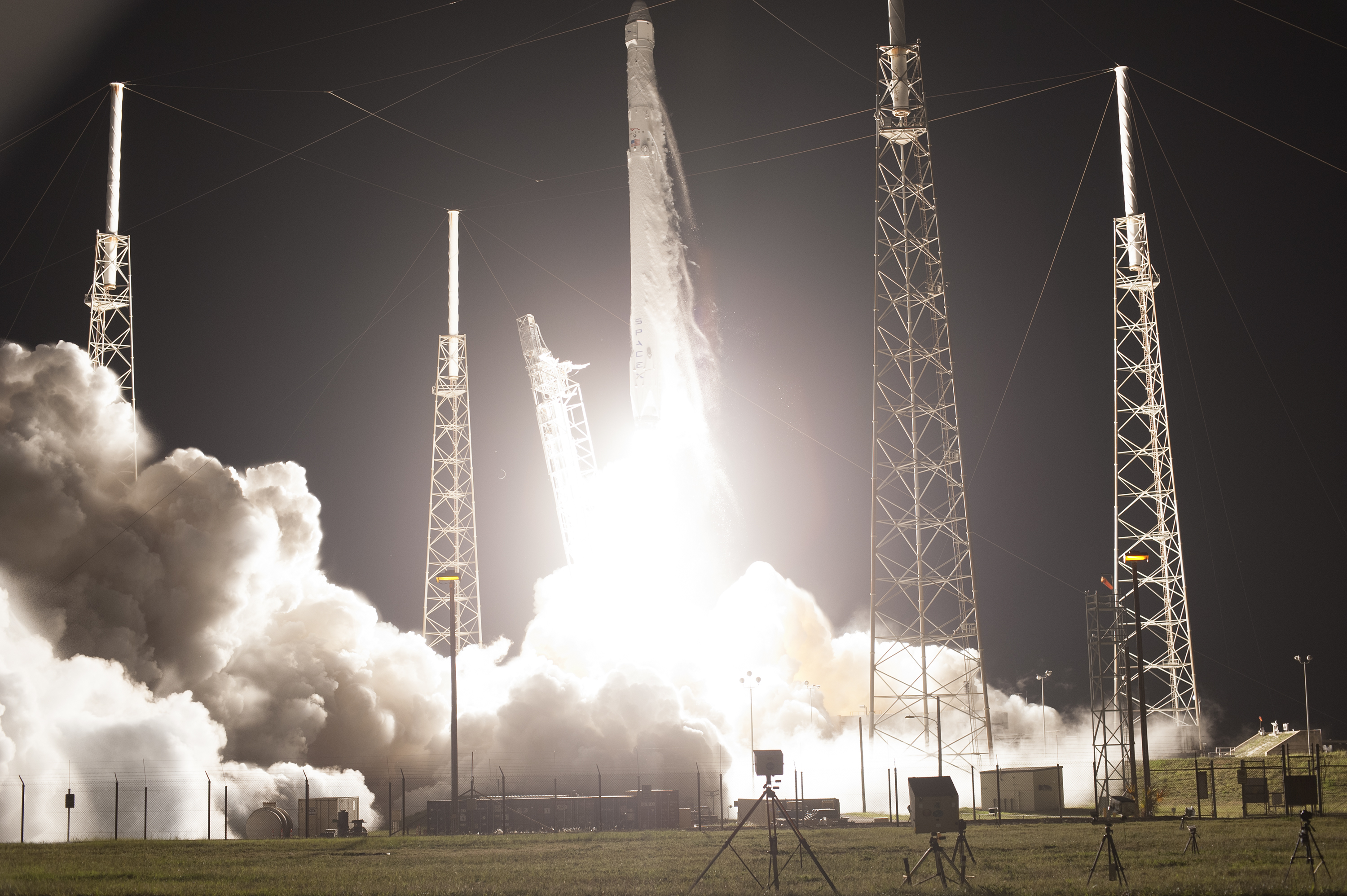
Décollage du Falcon 9 avec le cargo Dragon dont le Dragon v2 est dérivé. Cette mission a envoyé vers l'ISS l'adaptateur IDA qui permet aux nouveaux vaisseaux commerciaux de s'amarrer à la station.

## Sélection finale (septembre 2014)
Le 16 septembre 2014 la NASA désigne le vainqueur du programme Commercial Crew Transportation Capability (CCtCap). À la surprise générale, l'agence spatiale décide de financer à égalité le développement de deux vaisseaux en sélectionnant à la fois le Crew Dragon de SpaceX et le CST-100 Starliner de Boeing. Un budget global de 6,8 milliards de dollars américains est prévu. Boeing reçoit 4,2 milliards de dollars américains tandis que SpaceX reçoit 2,6 milliards de dollars américains. Chacun des industriels doit financer avec cette enveloppe le développement et les tests, réaliser au moins un vol de qualification avec équipage et au moins six vols opérationnels. Le coût de transport de chaque astronaute est valorisé à 70,7 millions de dollars américains qui est le prix facturé en 2016 à la NASA pour le transport de ses astronautes par l'agence spatiale russe. Les premiers vols doivent alors avoir lieu en 2017,.
SNC, laissé sur la touche dépose une protestation officielle auprès du Government Accountability Office, qui reste sans suites.

## Développement (2014-2018)

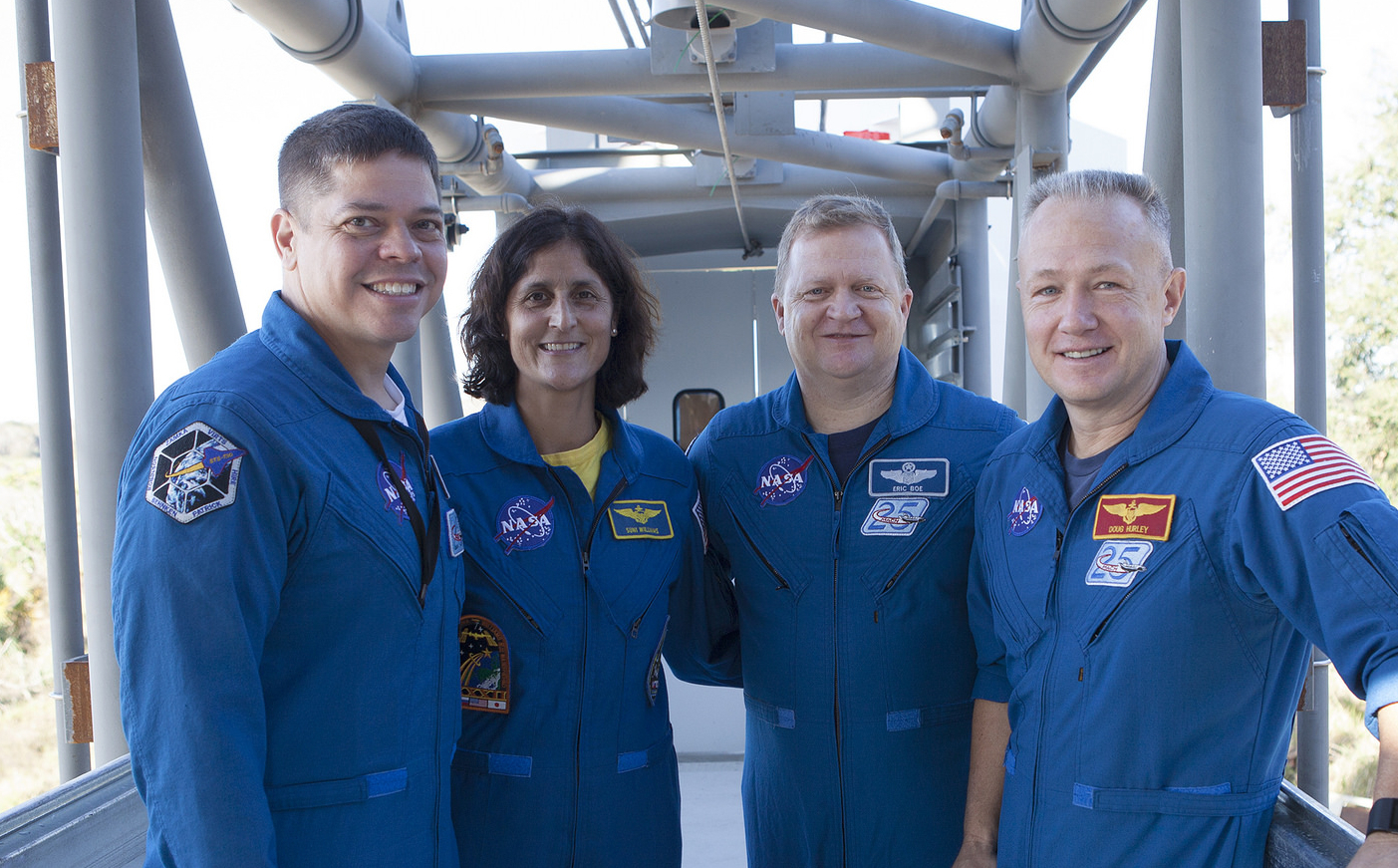
Les astronautes du Commercial Crew Program : de gauche à droite : Robert Behnken, Sunita Williams, Eric Boe, Douglas Hurley.

En 2015, 4 astronautes vétérans sont sélectionnés pour tester et évaluer les deux vaisseaux. Il s'agit de Douglas G. Hurley, Eric Boe, Robert Behnken et Sunita Williams.
En avril 2018, la période de transition entre deux systèmes de lancement habité entre la mission Apollo-Soyouz et le premier vol de navette est dépassé. Les deux sociétés ne sont pas prêtes pour l'échéance de 2017. Les premières mission sont régulièrement reportées de plusieurs mois,.

### Crew Dragon
La présentation d'une première maquette du Crew Dragon développé par SpaceX a lieu fin mai 2014. Un premier test simulant une interruption du lancement à la suite d'une avarie sur le lanceur est effectuée le 6 mai 2015 à Cap Canaveral. Le vaisseau Crew Dragon installé sur le pas de tir du complexe de lancement 40 met à feu ses huit moteurs-fusées SuperDraco qui fournissent une poussée de 54 tonnes durant 6 secondes en brûlant deux tonnes d'hydrazine et de peroxyde d'azote. La capsule amerrit dans l'océan une minute et 39 secondes après son lancement à environ 2,6 kilomètres du pas de tir.
Après l'explosion d'un lanceur Falcon 9 sur son pas de tir en septembre 2016, la NASA demande à SpaceX de changer les réservoirs d'hélium du deuxième étage de son lanceur. Une nouvelle version du Falcon 9 est développée pour les vols habités d'une part et pour une plus grande utilisabilité d'autre part par SpaceX. La NASA demande 7 vols réussis de cette version dite Bloc 5 avant de la certifier pour les vols habités

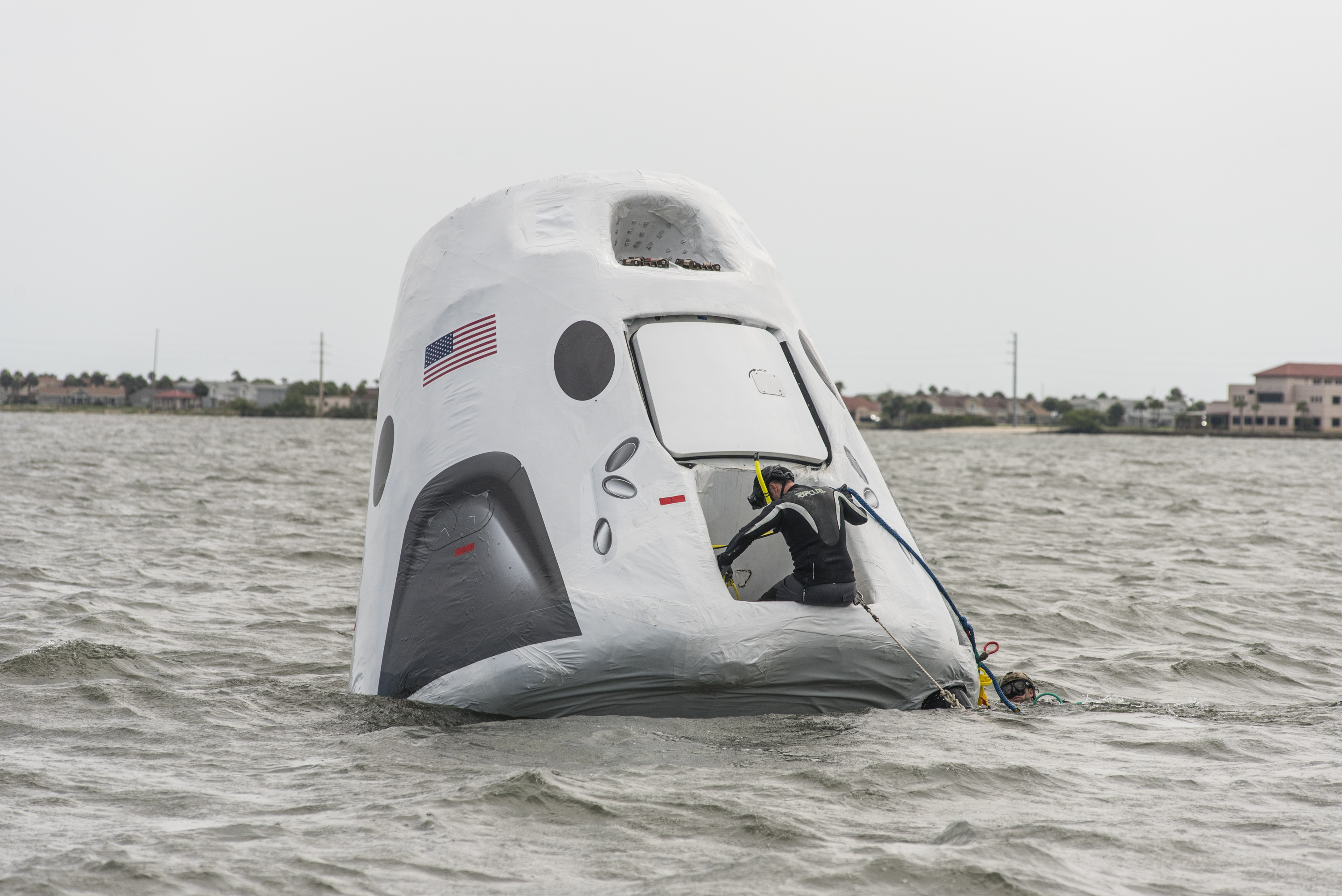
Un test de récupération en mer d'une maquette de la capsule Crew Dragon.

SpaceX renonce à poser la Crew Dragon sur Terre grâce à des rétrofusées, et adopte un classique amerrissage sous parachutes, que la NASA juge plus fiable. En 2017, la société révèle la combinaison au style futuriste que porteront les astronautes dans la capsule.
SpaceX demande que la procédure actuelle (« load and go ») appliquée aux vols de son lanceur, qui nécessite que le remplissage débute seulement 35 minutes avant le lancement, soit reconduite pour les vols avec équipage. Cette procédure permet de remplir les réservoirs avec des ergols à température extrêmement basse, ce qui permet d'augmenter de manière significative la quantité stockée (les ergols sont beaucoup plus denses à ces températures), mais requiert que le remplissage se fasse avec l'équipage à bord, ce qui peut s'avérer dangereux. Compte tenu des dispositions prises par SpaceX, le comité de la NASA chargé de s'assurer de la sécurité des tirs valide en mai 2018 le recours à cette procédure pour les vols avec équipage.
La tour utilisée pour préparer le lanceur est réaménagé sur l'historique pas de tir SLC-39A du centre spatial Kennedy pour s'adapter aux caractéristiques du lanceur Falcon 9. Le bras permettant à l'équipage d'embarquer à bord du vaisseau est relevé de 21 mètres et la glissière utilisée pour évacuer l'équipage et les techniciens en cas d'anomalie est également rehaussée.
La mission Demo-1, consistant en un premier vol sans équipage se déroule le 2 mars 2019 et est un succès.

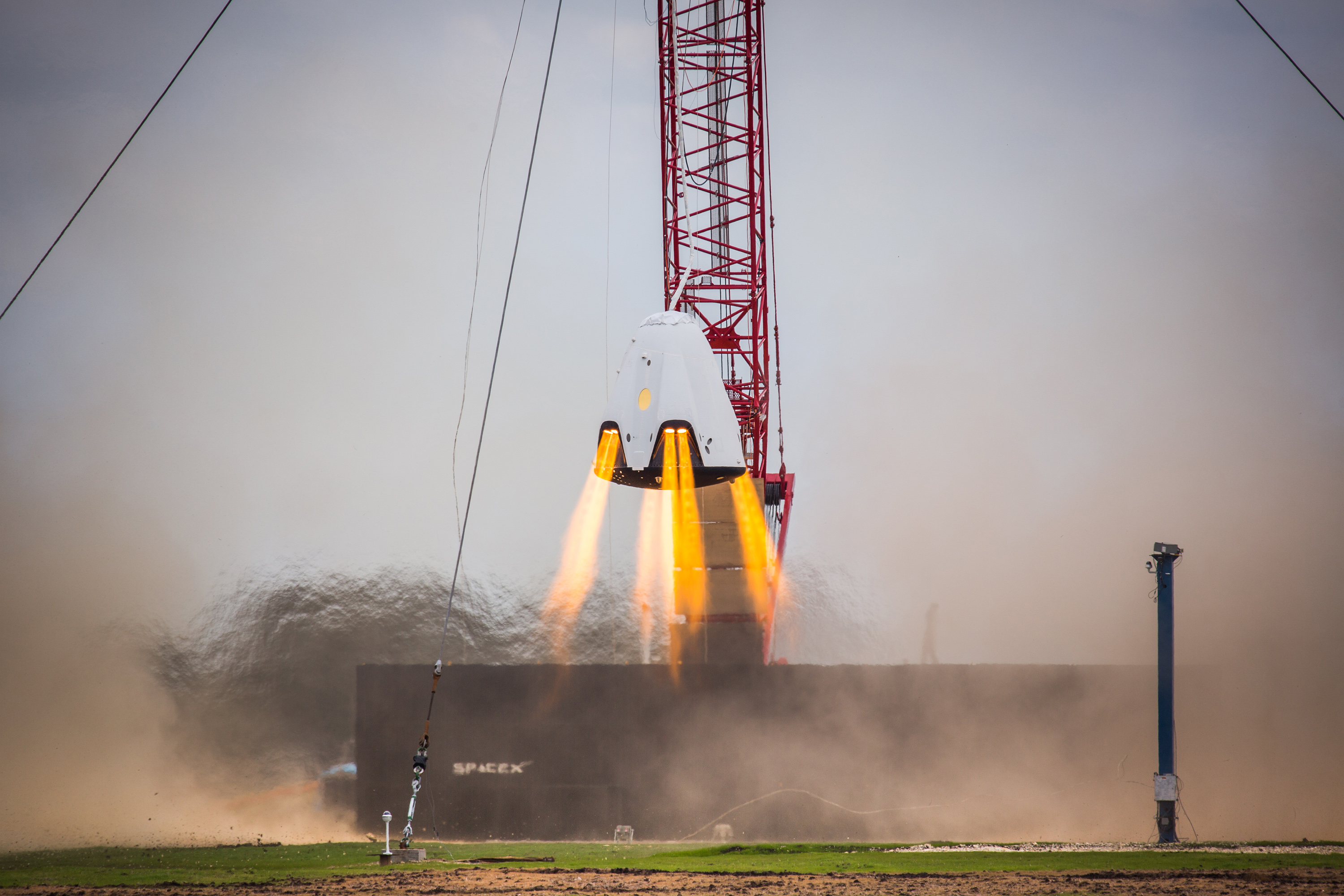
Un test des parachutes sur le pas de tir en 2015.
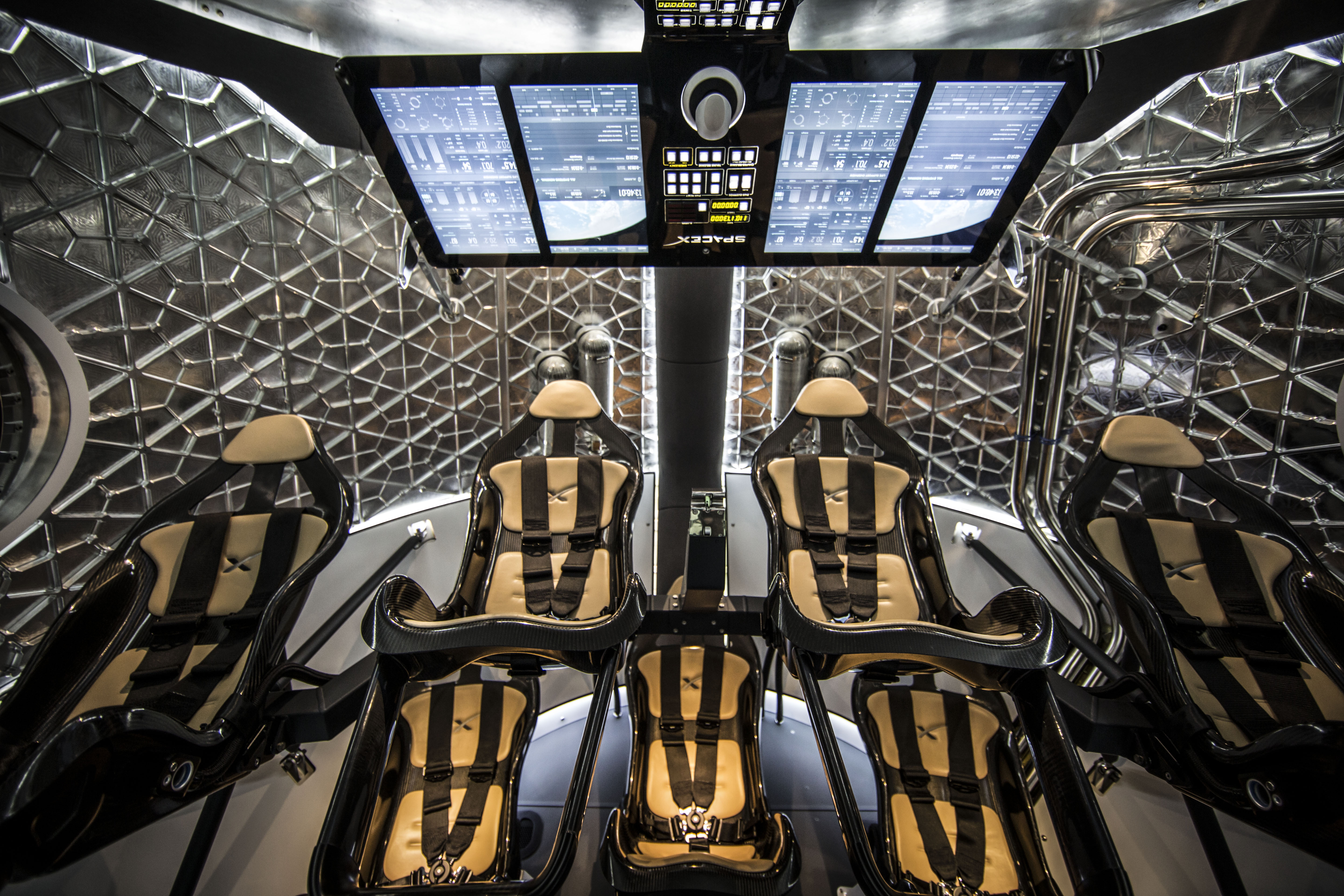
L'intérieur du Crew Dragon avec des écrans tactiles pour les commandes.
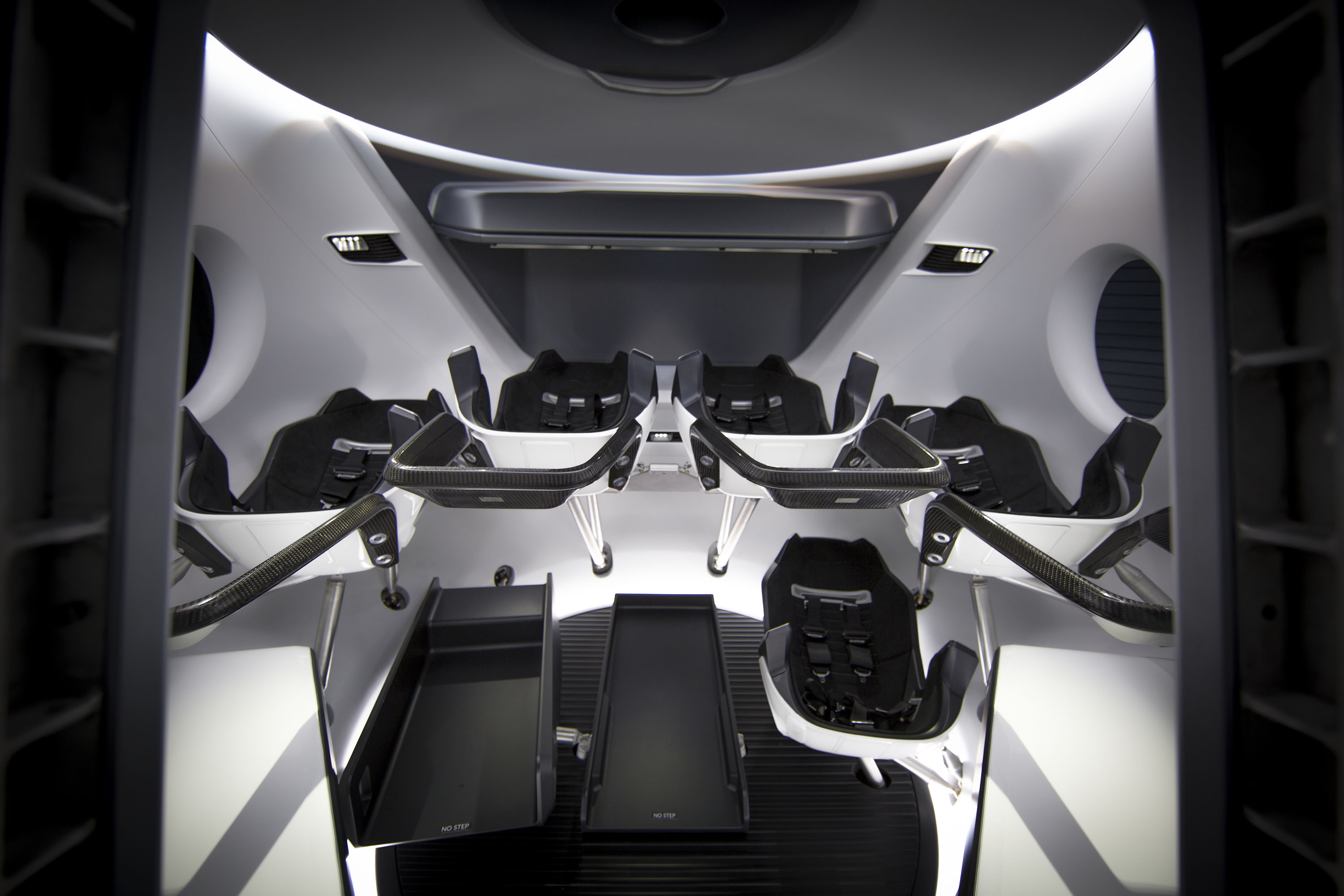
L'intérieur de la capsule qui peut offrir jusqu'à 7 places.
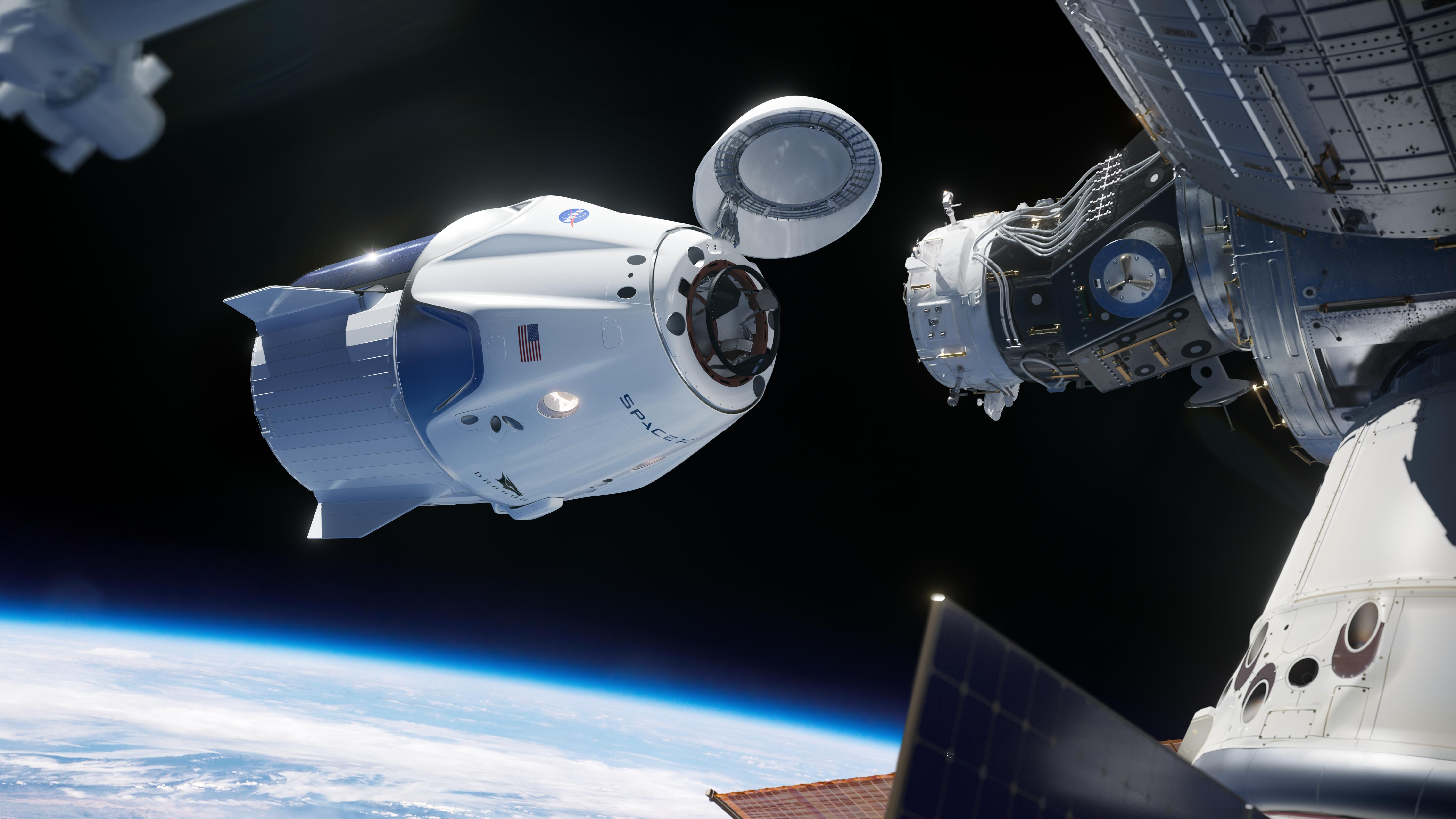
Vue d'artiste de l'amarrage à la station.

### CST-100 Starliner
La capsule de Boeing est préparée au centre spatial Kennedy, dans l'ancien hangar OPF (Orbiter Processing Facilty) n°3. Les aménagements sont terminés en 2016 pour construire une tour d'accès sur le pas de tir SLC-40 d'où s'envolera la capsule spatiale CST-100 Starliner. En janvier 2017, Boeing présente la combinaison spatiale que revêtiront les passagers du Starliner. Celle-ci, très légère et surnommée « Boeing Blue » est conçue par la David Clark Co..
Boeing recrute en 2011 l'astronaute Christopher Ferguson, dernier commandant de la navette ; celui-ci participe à la conception du véhicule et commandera la première mission.

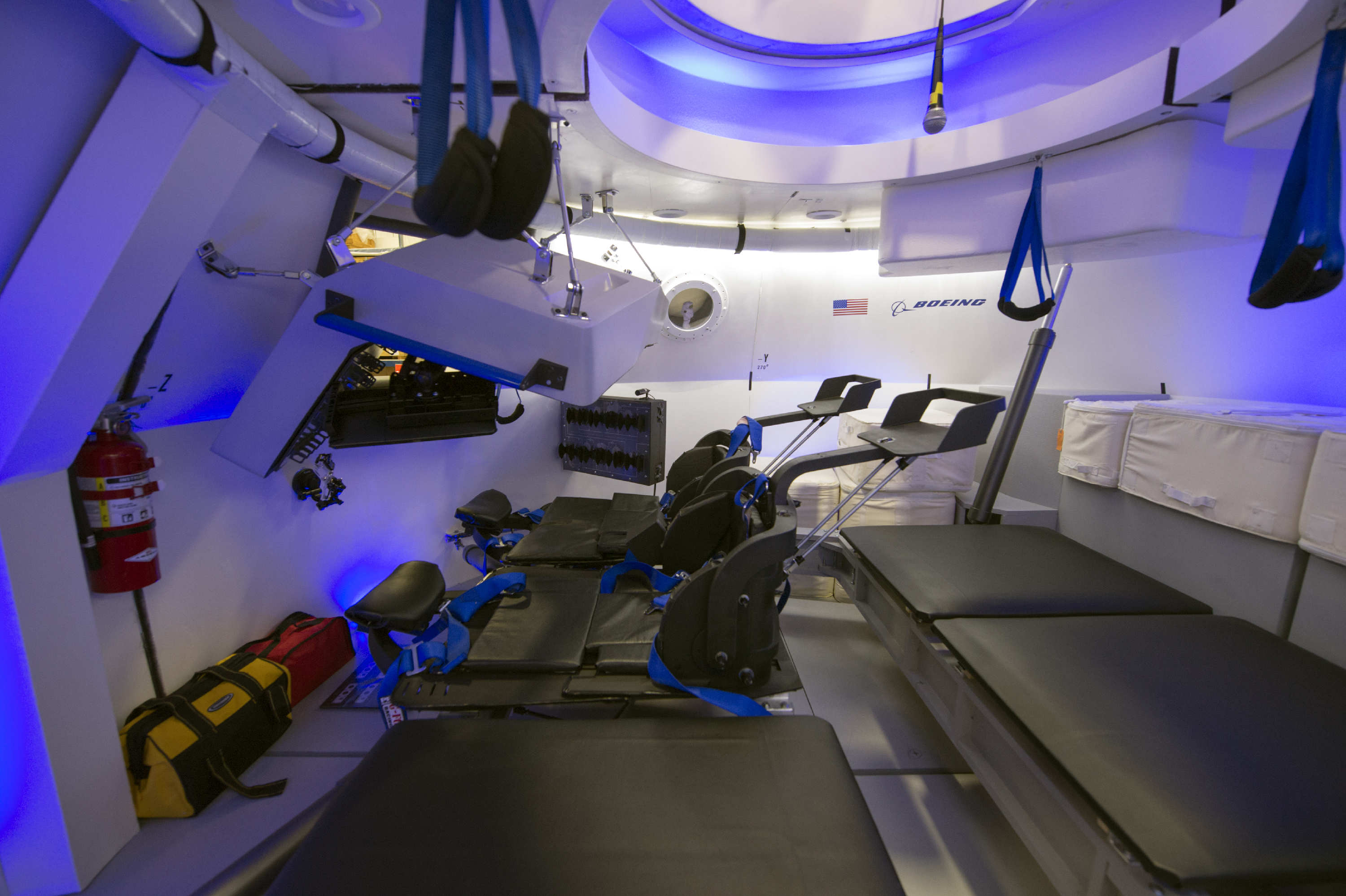
L'intérieur de la capsule CST-100 Starliner de Boeing.
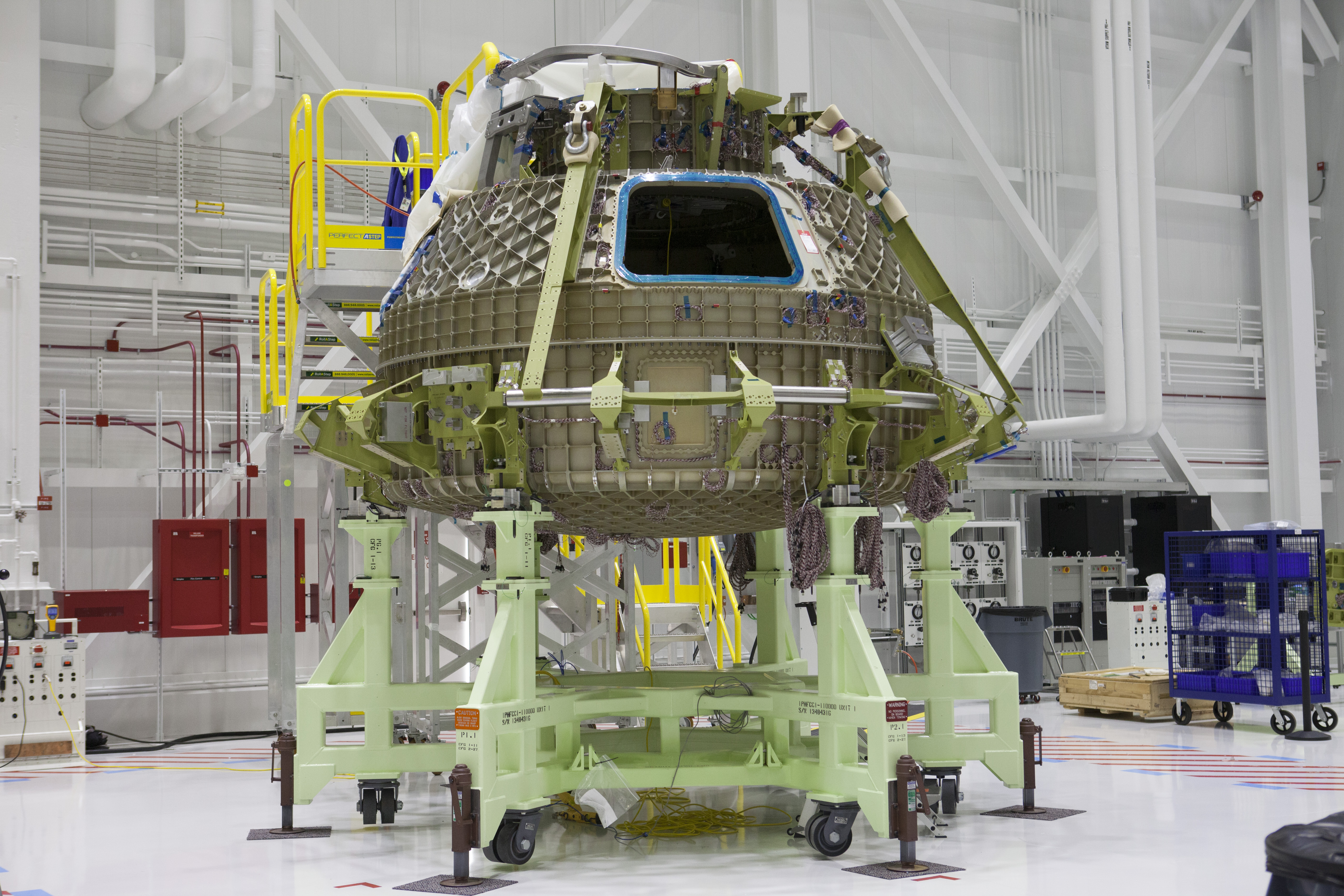
Une version destinée au test structurel de la capsule spatiale.
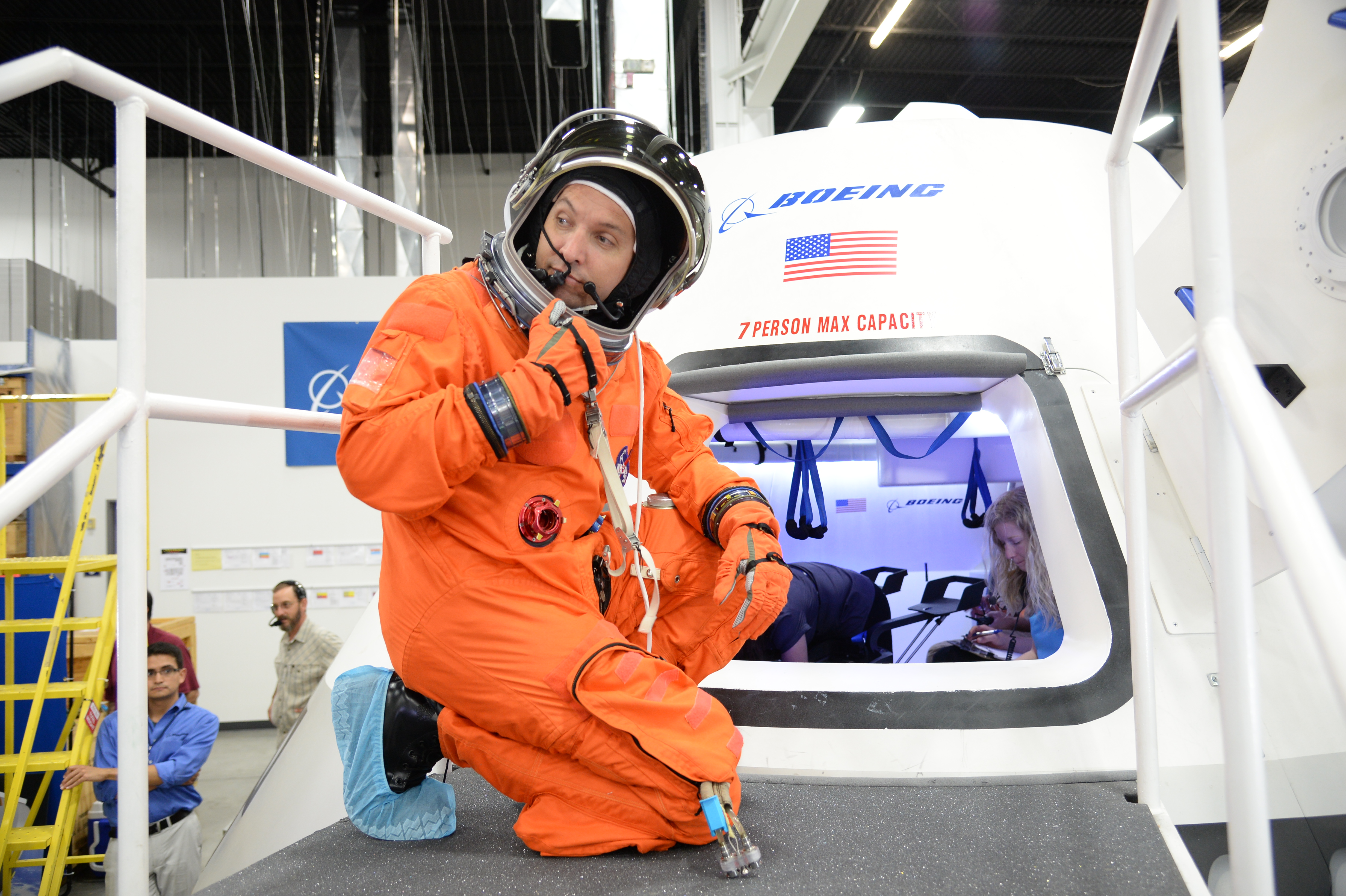
L'astronaute de la NASA Randy Bresnik se prépare à rentrer dans la capsule CST-100 Starliner lors de tests.

.

### Aménagements de la Station spatiale internationale
Pour préparer les futures missions CCDeV à bord de la Station spatiale internationale, les astronautes Andrew Feustel et Richard Arnold membres de l'équipage de l'expédition 56 installent le 14 juin 2018 au cours d'une sortie extravéhiculaire une nouvelle caméra à haute définition à l'extérieur de la Station spatiale. Celle-ci doit fournir des images de qualité lors de la phase d'approche des vaisseaux Crew Dragon et CST-100 Starliner.

## Premières missions
La NASA commande douze missions commerciales pour emmener des astronautes vers la Station spatiale internationale : six avec chaque fournisseur. Les équipages pour les quatre premières missions sont annoncés le 2 août 2018,.
| Vaisseau          | Mission            | Description                                                 | Équipage                                                         | Décollage        | Références et notes                                                                     |
| ----------------- | ------------------ | ----------------------------------------------------------- | ---------------------------------------------------------------- | ---------------- | --------------------------------------------------------------------------------------- |
| Crew Dragon       | SpX-DM1            | Premier vol inhabité du Crew Dragon                         | Aucun                                                            | 17 janvier 2019  |                                                                                         |
| CST-100 Starliner | Boe-OFT            | Premier vol inhabité du CST-100 Starliner                   | Aucun                                                            | 20 décembre 2019 | Échec partiel, poussée trop importante à la mise en orbite empêchant d'atteindre l'ISS. |
| Crew Dragon       |                    | Test du système de sauvetage en vol                         | Aucun                                                            | 19 janvier 2020  |                                                                                         |
| Crew Dragon       | SpX-DM2            | Premier vol avec équipage du Crew Dragon                    | Robert Behnken, Douglas Hurley                                   | 30 mai 2020      | Amarrage à l'ISS réussi le 31 mai 2020                                                  |
| Crew Dragon       | SpaceX Crew-1      | Première mission Crew Dragon vers la Station spatiale       | Michael Hopkins, Victor Glover, Soichi Noguchi, Shannon Walker   | 16 Novembre 2020 |                                                                                         |
| Crew Dragon       | SpaceX Crew-2      | Seconde mission Crew Dragon vers la Station spatiale        | Shane Kimbrough, Megan McArthur, Akihiko Hoshide, Thomas Pesquet | 23 avril 2021    |                                                                                         |
| CST-100 Starliner | Boe-OFT 2          | Second vol inhabité du CST-100 Starliner                    | Aucun                                                            | 19 mai 2022      |                                                                                         |
| CST-100 Starliner | Boe-CFT            | Premier vol avec équipage du CST-100 Starliner              | Barry Wilmore, Sunita Williams                                   | Date inconnue    |                                                                                         |
| CST-100 Starliner | Boeing Starliner-1 | Première mission CST-100 Starliner vers la Station spatiale | ?, Jeanette Epps                                                 | Date inconnue    |                                                                                         |

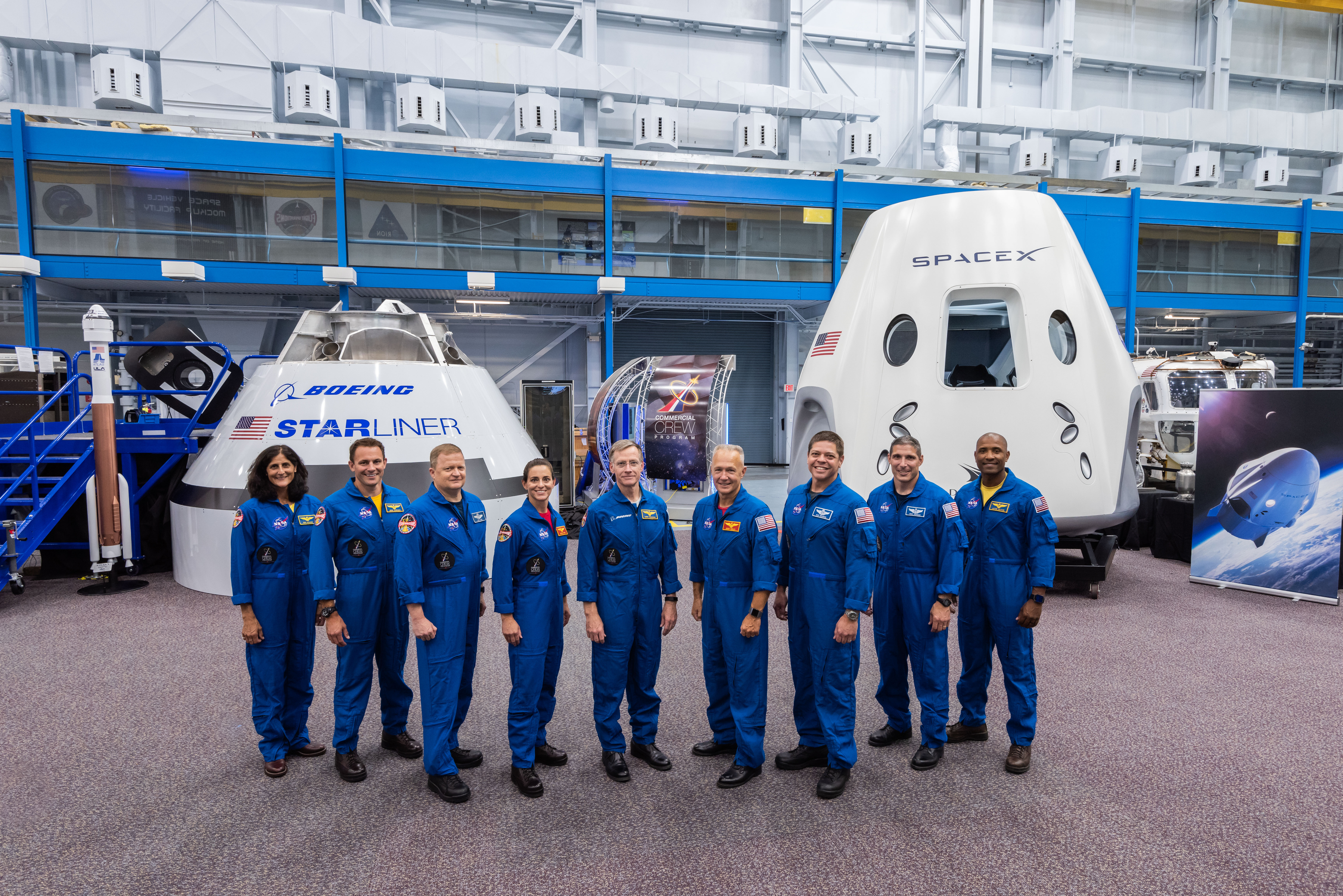
Les astronautes sélectionnés pour les premières missions du Commercial crew program devant leur capsule lors de leur assignation en août 2018.
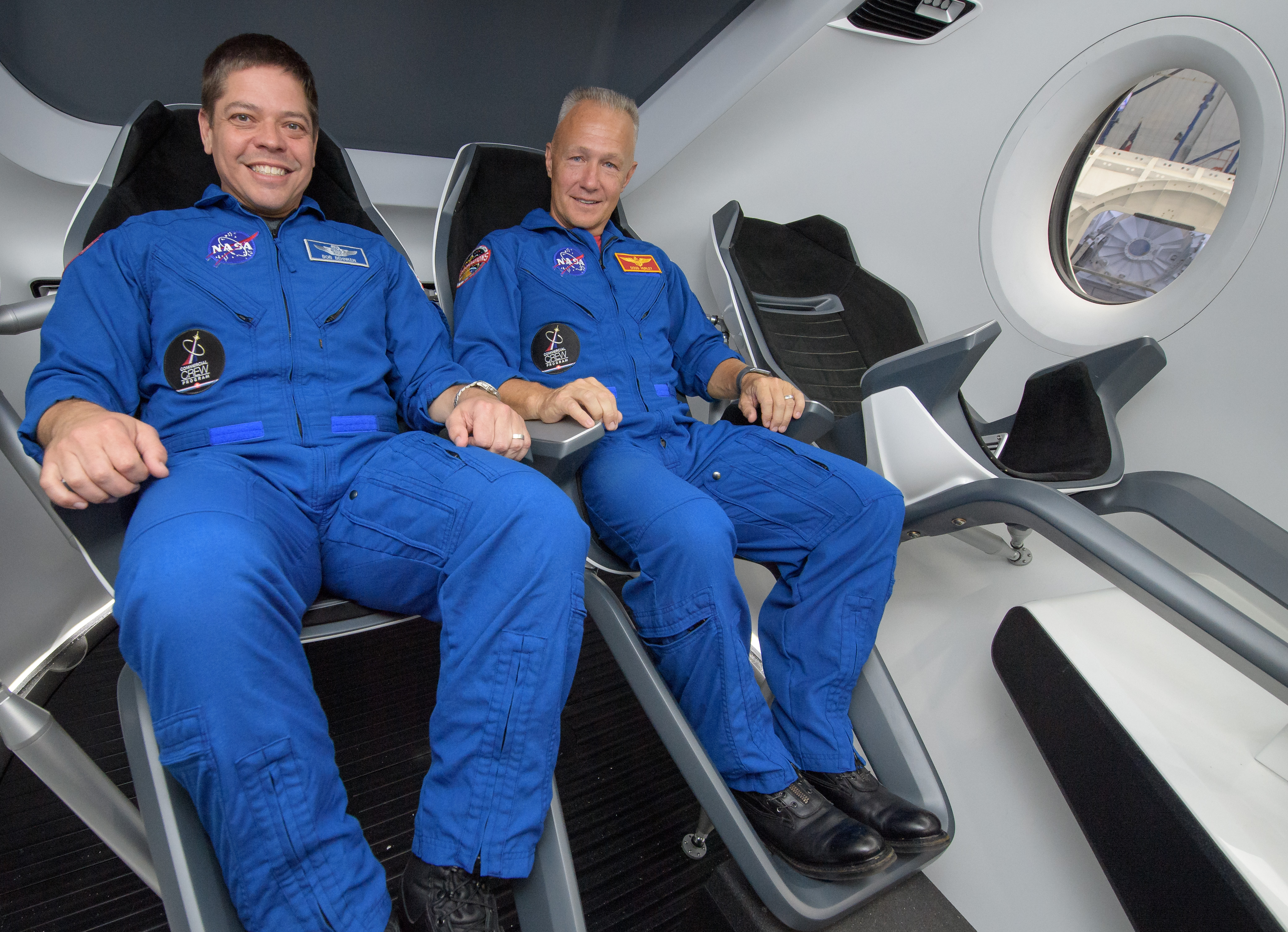
Robert Behnken et Douglas Hurley, équipage du premier vol habité de SpaceX.

## Critiques
Des élus américains émettent des critiques contre ce programme, estimant que les vols habités doivent rester une prérogative étatique. Les retards sont également critiqués. Les défenseurs du programme arguent cependant que beaucoup d'argent est économisé par rapport à un système développé de manière classique, comme le duo SLS-Orion. En effet, le prix d'un siège, de 70 millions de dollars américains environ est légèrement inférieur à celui payé par la NASA pour envoyer ses astronautes sur les Soyouz russes. De plus, un argument souvent avancé est qu'il est préférable pour les américains d'investir cet argent dans des entreprises et donc des emplois américains plutôt que vers d'autres pays comme la Russie. Cette démarche apprend aussi au privé à s'approprier le vol habité, étant donné que les entreprises pourront utiliser leurs vaisseaux pour d'autres activités, comme éventuellement le tourisme spatial,.